# Военный финансово-экономический университет
Военный финансово-экономический университет Министерства обороны Российской Федерации (ВФЭУ Минобороны России) — единственное в Российской Федерации — России высшее военное учебное заведение, выполнявшее подготовку и переподготовку специалистов для замещения должностей руководящего состава финансово-экономической службы Минобороны России, других федеральных органов исполнительной власти, обеспечивающих оборону и безопасность государства, Департамента полевых учреждений Центрального банка Российской Федерации, военных представительств Министерства обороны Российской Федерации, одновременно являвшийся научным центром исследования проблем экономики и финансов Вооружённых Сил Российской Федерации.
Действовал с 1947 года по 2006 год, когда был расформирован в ходе военной реформы. Располагался по почтовому адресу: проспект Мира, дом № 126, город Москва, Россия.

## История
20 сентября 1947 года Министр Вооружённых Сил СССР Маршал Советского Союза А. М. Василевский и Министр высшего образования СССР С. В. Кафтанов подписали совместный приказ об организации Военного факультета при Московском финансовом институте.
В последующие годы наименование и статус ВФЭУ не раз менялись:
- 1977 год — Военный финансово-экономический факультет при Московском финансовом институте (с 1991 года — при Государственной финансовой академии);
- 1993 год — Военный финансово-экономический факультет вошёл в состав Военной академии экономики, финансов и права;
- 1994 год — Военный финансово-экономический факультет при Финансовой академии при Правительстве России;
- 1998 год — Военный финансово-экономический университет Минобороны России.

С 1999 по 2003 год в состав ВФЭУ на правах филиала входило Ярославское высшее военное финансовое училище им. генерала армии А. В. Хрулёва.
Обучение офицеров — слушателей в ВФЭУ осуществлялась на очном и заочном (на базе высшего образования) отделениях по специальностям:
- управление финансами Вооружённых сил;
- управление экономикой Вооружённых сил;
- управление денежным обращением, кредитом и банками в Вооружённых силах.

Кроме того, действовала система курсов переподготовки и повышения квалификации.
Научно-исследовательская работа в области проблем экономики и финансов Вооруженных Сил проводилась кафедрами и научно-исследовательским центром военно-экономических обоснований, входившими в штат ВФЭУ, а также в рамках научных школ. Результаты исследований, открытые для доступа, публиковалась в научных изданиях, в том числе в научном журнале «Вестник Военного финансово-экономического университета».
В 2004 году ВФЭУ по итогам лицензионной и аттестационной экспертизы Федеральной службы по надзору в сфере образования вошёл в группу первых 10 % из 345 университетов. Более 70 % сотрудников ВФЭУ имели учёную степень и учёное звание. За свою историю ВФЭУ подготовил свыше 7500 офицеров, свыше 10 000 офицеров окончили курсы переподготовки и повышения квалификации. Среди выпускников ВФЭУ — 125 генералов, академик РАН, 4 лауреата Государственной премии Российской Федерации имени Маршала Советского Союза Г. К. Жукова, 2 заслуженных деятеля науки Российской Федерации и 59 заслуженных экономистов Российской Федерации, 27 профессоров и докторов наук.
Начальником Военного финансово-экономического университета с 2001 по 2006 годы был генерал-полковник В. В. Воробьёв.
После расформирования большая часть профессорско-преподавательского состава ВФЭУ перешло на работу в Военный университет Министерства обороны Российской Федерации.